# Zomboy
Joshua Mellody (nascido em 1 de junho de 1989), conhecido pelo nome artístico Zomboy, é um produtor musical de dubstep, compositor e DJ inglês cujo mascote é um zumbi.

## Biografia
Zomboy estreou em 2011 com a faixa "Organ Donor", que foi lançada pela Never Say Die Records. Seu primeiro EP ficou no top 5 das paradas de dubstep do Beatport por mais de oito semanas. No final do ano, suas músicas e remixes foram licenciados para compilações em gravadoras como Warner e Ministry of Sound.
Em 2012, ele lançou seu segundo EP, The Dead Symphonic EP. Em março de 2013, ele lançou o single "Here to Stay" com Lady Chann na gravadora No Tomorrow Records. Em setembro de 2013, Reanimated EP foi lançado em duas partes, das quais a primeira parte foi lançado pela Never Say Die Records, e a segunda parte no selo No Tomorrow Records. Seu álbum de estreia, intitulado The Outbreak no selo Never Say Die Records, foi lançado em agosto de 2014. Em 2016 lançou Neon Grave EP, com quatro faixas; os remixes dessas faixas foram lançados em um EP no início de 2017.
2017 também viu o lançamento de um EP intitulado Rott N' Roll Part 1 coincidindo com uma turnê pelos Estados Unidos; os remixes desse EP foram lançados em novembro.
Zomboy cita influências como Skrillex, Reso, Rusko e Bare Noize. Ele estudou Produção Musical na Academy of Contemporary Music em Guildford.

## Discografia

### Álbuns de estúdio e EP's
| Título                                                                                                   | Detalhes                                                                                                | Melhor posição nas paradas | Melhor posição nas paradas | Melhor posição nas paradas | Melhor posição nas paradas |
| Título                                                                                                   | Detalhes                                                                                                | US 200                     | US Dance                   | US Heat                    | US Independent             |
| --- | --- | -------------------------- | -------------------------- | -------------------------- | -------------------------- |
| Game Time EP                                                                                             | - Lançado em: 8 de agosto de 2011 - Gravadora: Never Say Die Records - Formato: Digital download        | —                          | —                          | —                          | —                          |
| The Dead Symphonic EP                                                                                    | - Lançado em: 3 de setembro de 2012 - Gravadora: Never Say Die Records - Formato: Digital download      | —                          | 17                         | 26                         | —                          |
| Here to Stay (feat. Lady Chann) Remixes EP                                                               | - Lançado em: 13 de maio 2013 - Gravadora: No Tomorrow Records - Formato: Digital download              | —                          | —                          | —                          | —                          |
| Reanimated, Pt. 1 EP                                                                                     | - Lançado em: 9 de setembro 2013 - Gravadora: Never Say Die Records - Formato: Digital Download, Vinyl  | 169                        | 3                          | 7                          | 35                         |
| Reanimated, Pt. 2 EP                                                                                     | - Lançado em: 9 de setembro de 2013 - Gravadora: No Tomorrow Records - Formato: Digital Download, Vinyl | —                          | —                          | —                          | —                          |
| The Outbreak                                                                                             | - Lançado em: 4 de agosto 2014 - Gravadora: Never Say Die Records - Formato: Digital Download, Vinyl    | —                          | —                          | —                          | —                          |
| Resurrected LP                                                                                           | - Lançado em: 25 de maio 2015 - Gravadora: Never Say Die Records - Formato: Digital Download            | —                          | 9                          | 12                         | 38                         |
| Neon Grave EP                                                                                            | - Lançado em: 11 de março 2016 - Gravadora: Never Say Die Records - Formato: Digital download           | —                          | 3                          | 9                          | 35                         |
| Neon Grave Remixed EP                                                                                    | - Lançado em: 6 de fevereiro de 2017 - Gravadora: Never Say Die Records - Formato: Digital download     | —                          | —                          | —                          | —                          |
| Rott 'n' Roll, Pt. 1 - EP                                                                                | - Lançado em: 7 de agosto de 2017 - Gravadora: Never Say Die Records - Formato: Digital download        | —                          | —                          | —                          | —                          |
| Rott 'n' Roll, Pt. 2 - EP                                                                                | - Lançado em: 29 de março 2019 - Gravadora: Never Say Die Records - Formato: Digital download           | —                          | —                          | —                          | —                          |
| "—" mostra uma gravação que não foi entrou nas melhores posições ou não foi lançada naquele território.. | |                            |                            |                            |                            |

### Singles
| Ano  | Título                                | Gravadora              |
| ---- | ------------------------------------- | ---------------------- |
| 2011 | "Organ Donor"                         | Never Say Die Records  |
| 2012 | "Kick It" (with Skism)                | Never Say Die Records  |
| 2013 | "Here to Stay" (featuring Lady Chann) | No Tomorrow Recordings |
| 2014 | "WTF!?"                               | Never Say Die Records  |
| 2014 | "Survivors" (with Must Die!)          | Owsla/Nest             |
| 2014 | "Outbreak" (featuring Armanni Reign)  | Never Say Die Records  |
| 2016 | "Like A Bitch"                        | Never Say Die Records  |
| 2016 | "Lights Out"                          | Never Say Die Records  |
| 2016 | "Invaders"                            | Never Say Die Records  |
| 2017 | "Rotten" (featuring Bok Nero)         | Never Say Die Records  |
| 2017 | "Young & Dangerous" (featuring Kato)  | Never Say Die Records  |
| 2018 | "Rebel Bass"                          | Never Say Die Records  |
| 2018 | "Lone Wolf"                           | Never Say Die Records  |
| 2018 | "Hide N Seek"                         | Never Say Die Records  |
| 2019 | "Born To Survive"                     | Never Say Die Records  |
| 2020 | "Battlefields"                        | Never Say Die Records  |

### Remixes
| Ano  | Título                                         | Artista                                                                  | Lançado em:                               | Gravadora                 |
| ---- | ---------------------------------------------- | ------------------------------------------------------------------------ | ----------------------------------------- | ------------------------- |
| 2010 | Only Girl (in the World) (como Joshua Mellody) | Rihanna                                                                  | Lançado no YouTube                        | N/A                       |
| 2011 | Demons (como Joshua Mellody)                   | Fenech-Soler                                                             | Lançado no YouTube                        | N/A                       |
| 2011 | Little Dreams (como Joshua Mellody)            | Ellie Goulding                                                           | Lançado no YouTube                        | N/A                       |
| 2011 | Pressure                                       | Nadia Ali, Starkillers and Alex Kenji                                    | Lançado no YouTube                        | Simply Delicious          |
| 2011 | Bass Cannon                                    | Flux Pavilion                                                            | Lançado no SoundCloud                     | N/A                       |
| 2011 | Movements                                      | Dead Cat Bounce                                                          | Movements EP                              | Dga Fau Records           |
| 2012 | Black Books                                    | Doctor P                                                                 | Não lançado                               | N/A                       |
| 2012 | Still Getting It                               | Foreign Beggars featuring Skrillex                                       | Never Say Die (Deluxe Edition)            | UKF/Never Say Die Records |
| 2012 | Hot Right Now                                  | DJ Fresh featuring Rita Ora                                              | Hot Right Now EP                          | Ministry of Sound         |
| 2012 | Parasite (com SKisM)                           | Hadouken!                                                                | Parasite (Remixes)                        | Ministry of Sound         |
| 2013 | Sunlight                                       | Modestep                                                                 | Evolution Theory (Deluxe Edition)         | Polydor                   |
| 2014 | Where We Belong                                | Fedde Le Grand and Di-rect                                               | Where We Belong (The Remixes)             | Flamingo                  |
| 2014 | When We Were Young                             | Dillon Francis and Sultan + Ned Shepard featuring The Chain Gang of 1974 | When We Were Young Remixes                | Columbia                  |
| 2014 | Ragga Bomb (com Skrillex)                      | Skrillex featuring Ragga Twins                                           | Ease My Mind v Ragga Bomb Remixes EP      | OWSLA / Big Beat Records  |
| 2015 | Ghost                                          | Delta Heavy                                                              | Ghost                                     | RAM Records               |
| 2016 | Don't Let Me Down                              | The Chainsmokers                                                         | Don't Let Me Down (Remixes)               | Columbia                  |
| 2016 | Follow                                         | Bro Safari                                                               | Lançado com download grátis no SoundCloud | N/A                       |

### Outras aparições
| Ano  | Título                                               | Lançado                                   | Gravadora             |
| ---- | ---------------------------------------------------- | ----------------------------------------- | --------------------- |
| 2011 | Dirty Disko (Game Time EP Bonus Track)               | Lançado no YouTube e SoundCloud           | Never Say Die Records |
| 2011 | Falcon 6                                             | Lançado no YouTube                        | N/A                   |
| 2011 | P.A.R.T.Y (Game Time EP Bonus Track)                 | Lançado no YouTube e SoundCloud           | Never Say Die Records |
| 2012 | Cage The Rage                                        | Never Say Die                             | Never Say Die Records |
| 2012 | Jam On It                                            | Lançado com download grátis no SoundCloud | Never Say Die Records |
| 2012 | Kick It (with SKisM)                                 | Division EP                               | Never Say Die Records |
| 2013 | Mind Control                                         | Never Say Die Vol. 2                      | Never Say Die Records |
| 2013 | Run It                                               | Never Say Die Vol. 2                      | Never Say Die Records |
| 2013 | Terror Squad (VIP)                                   | Never Say Die Fifty                       | Never Say Die Records |
| 2013 | Here To Stay (MUST DIE! Remix) [feat. Lady Chann]    | Never Say Die Fifty                       | Never Say Die Records |
| 2014 | Paradiso (Festival Mix)                              | Lançado com download grátis no SoundCloud | N/A                   |
| 2014 | Raptor (SKisM & LAXX Remix)                          | Never Say Die, Vol. 3                     | Never Say Die Records |
| 2015 | Send The Cash (feat. Gravity) [With 12th Planet]     | Vazado no SoundCloud e YouTube            | N/A                   |
| 2016 | Like A Bitch                                         | Never Say Die Vol. 4                      | Never Say Die Records |
| 2016 | Invaders                                             | NSD: Black Label XXL                      | Never Say Die Records |
| 2017 | Dead Presidents (feat. Jay Fresh) [With 12th Planet] | Never Say Die One Hundred                 | Never Say Die Records |
| 2017 | Bop It (with Eptic)                                  | Never Say Die Vol. 5                      | Never Say Die Records |